# Progestágeno

Esteroidogénesis humana, con los progestágenos (progestagens) dentro de la caja amarilla.

Los progestágenos (también escrito como gestágenos) son un grupo de hormonas cuya función es mantener el embarazo (acción pro-gestacional), aunque también están presentes en otras fases del ciclo estral y menstrual. El principal gestágeno natural es la progesterona.
Se trata de una de las cinco clases principales de hormonas esteroides, además de los estrógenos, andrógenos, mineralocorticoides, y glucocorticoides. Todos los progestágenos comparten un esqueleto básico de 21 carbonos, llamado esqueleto pregnano (C21). De manera similar, todos los estrógenos poseen un esqueleto estrano (C18) y los andrógenos un esqueleto andrano (C19).
La familia de progestágenos incluye tanto las hormonas naturales como análogos sintéticos con similar acción; las sintéticas se suelen denominar progestinas.